# Résolution 2000 du Conseil de sécurité des Nations unies
Membres permanents
- Chine
- États-Unis
- France
- Royaume-Uni
- Russie

Membres non permanents
- Afrique du Sud
- Allemagne
- Bosnie-Herzégovine
- Brésil
- Colombie
- Gabon
- Inde
- Liban
- Nigéria
- Portugal

Résolution no 1999 Résolution no 2001
La résolution 2000 du Conseil de sécurité des Nations unies, adoptée à l'unanimité le 27 juillet 2011, après avoir rappelé les résolutions précédentes sur la situation en Côte d'Ivoire (Côte d'Ivoire), notamment les résolutions 1933 (2010), 1942 (2010), 1951 (2010), 1962 (2010), 1967 (2011), 1968 (2011), 1975 (2011), 1980 (2011), 1981 (2011) et 1992 (2011) – et la résolution 1938 (2010) sur la situation au Libéria –, a prolongé la mandat de l'Opération des Nations unies en Côte d'Ivoire (ONUCI) jusqu'au 31 juillet 2012.
La décision de prolonger le mandat de l'ONUCI a été prise à la lumière de la crise politique ivoirienne de 2010-2011.

## Résolution

### Préambule
Le préambule de la résolution notait que la Cour pénale internationale souhaitait ouvrir une enquête sur d'éventuels crimes de guerre et crimes contre l'humanité en Côte d'Ivoire depuis le 28 novembre 2010. Par ailleurs, la création des Forces républicaines de Côte d'Ivoire (FRCI) en remplacement des Forces de sécurité et de défense de Côte d'Ivoire (FDSCI) a été reconnue, outre la création d'une Commission dialogue, vérité et réconciliation.
Parallèlement, les membres du Conseil de sécurité étaient conscients du risque élevé de violence contre la population civile, notamment de la part d'anciens membres de la Garde républicaine, des milices, de mercenaires, de prisonniers évadés et autres. Dans ce contexte, toutes les violations des droits de l'homme et du droit international humanitaire ont été condamnées.

### Dispositif
Agissant en vertu du chapitre VII de la Charte des Nations unies, le mandat de l'ONUCI – avec ses effectifs actuels de 9 792 soldats, 1 350 policiers et douaniers – a été prolongé jusqu'à fin juillet 2012, ainsi que celui des forces françaises de soutien. Le nombre de policiers a été augmenté de 205 conseillers. Le Conseil a déclaré que de telles mesures étaient nécessaires à la « stabilisation de la Côte d'Ivoire ».
La résolution aborde ensuite le mandat de l'ONUCI, qui comprenait des références à :
- la protection des civils ;
- la lutte face aux menaces à la sécurité et aux frontières ;
- surveiller l'embargo sur les armes contre le pays ;
- collecter des armes ;
- contribuer au programme de désarmement, de démobilisation et de réintégration ;
- la réforme des institutions de sécurité et de l'état de droit ;
- promouvoir les droits de l'homme ;
- soutenir l'aide humanitaire ;
- soutenir les élections ;
- l'information publique ;
- étendre l'autorité de l'État à tout le pays ;
- mettre en œuvre du processus de paix ;
- protéger le personnel des Nations unies.

L'ONUCI a reçu « tous les moyens nécessaires » pour mener à bien son mandat.
Le reste de la résolution appelle à davantage de réformes et à garantir que la détention de l'ancien président Laurent Gbagbo et d'autres personnes soit conforme au droit international. Enfin, le secrétaire général Ban Ki-moon a été invité à fournir des rapports sur la situation en Côte d'Ivoire.

## Voir également
- Crise ivoirienne de 2010-2011
- Crise politico-militaire en Côte d'Ivoire
- Élections parlementaires ivoiriennes de 2011
- Élection présidentielle ivoirienne de 2010
- Opération Licorne